# محمد أمين (مخرج مصري)
محمد أمين كاتب وسينارست ومخرج مصري، بدأ أول أعماله عام 1999 بفيلم فيلم ثقافي ثم فيلمي ليلة سقوط بغداد وبنتين من مصر و فبراير الأسود.

## وصلات خارجية
- محمد أمين على موقع IMDb (الإنجليزية)
- محمد أمين على موقع قاعدة بيانات الأفلام العربية